# Ollie Gabriel
Oliver Glen Gabriel, kurz Ollie Gabriel (* in Louisiana), ist ein US-amerikanischer Sänger.
Gabriel wurde in Louisiana geboren und stammt aus einer Künstlerfamilie. In der Schule spielte er verschiedene Instrumente, darunter Schlagzeug,  Orgel und Posaune. Sein Kindheitsidol war Michael Jackson, außerdem ist er Fan von Curtis Mayfield, Metallica, Led Zeppelin, den Rolling Stones, Garth Brooks, Tupac und Biggie.
2016 veröffentlichte er seine Debüt-EP Running Man mit fünf Liedern, die Platz elf der österreichischen Charts sowie Platz 48 der deutschen Charts erreichte und sich dabei 19 bzw. neun Wochen in den Charts halten konnte. Das Lied Running Man handelt davon, entgegen allen Hindernissen seinen Träumen zu folgen. Im dazugehören Musikvideo ist Paralympics-Medaillengewinner Blake Leeper zu sehen.

## Diskografie

### EPs
- 2016: Running Man

### Singles
Chartplatzierungen

| Jahr | Titel Album                | Höchstplatzierung, Gesamtwochen, AuszeichnungChartplatzierungen (Jahr, Titel, Album, Platzierungen, Wochen, Auszeichnungen, Anmerkungen) | Höchstplatzierung, Gesamtwochen, AuszeichnungChartplatzierungen (Jahr, Titel, Album, Platzierungen, Wochen, Auszeichnungen, Anmerkungen) | Höchstplatzierung, Gesamtwochen, AuszeichnungChartplatzierungen (Jahr, Titel, Album, Platzierungen, Wochen, Auszeichnungen, Anmerkungen) | Anmerkungen                |
| Jahr | Titel Album                | DE | AT | CH | Anmerkungen                |
| ---- | -------------------------- | --- | --- | --- | -------------------------- |
| 2016 | Running Man Running Man EP | DE48 (9 Wo.)DE | AT11 (19 Wo.)AT | — | Erstveröffentlichung: 2016 |